# 第15施設隊
第15施設隊（だいじゅうごしせつたい、JGSDF 15th Engineer Unit）は、陸上自衛隊那覇駐屯地（沖縄県那覇市）に駐屯する第15旅団隷下の施設科部隊である。

## 概要
第15施設隊長は2等陸佐が充てられ、第15旅団司令部の施設課長を兼務する。第15施設隊は沖縄県で唯一の施設科部隊で、建設機械、ボート等を装備し、陣地の構築や、地雷原の構成・処理、道路の整備や橋の構築などを実施して戦闘部隊の支援をする。

## 沿革
第301施設中隊
- 1972年（昭和47年）
  - 3月1日：臨時第1混成群隷下に第301施設中隊が北熊本駐屯地において仮編成。
  - 10月4日：第301施設中隊が北熊本駐屯地から那覇駐屯地に移駐。
- 1973年（昭和48年）10月16日：第301施設中隊が第1混成群に編合。
- 2010年（平成22年）3月25日：第1混成団の第15旅団への改編に伴い、第301施設中隊（那覇駐屯地）を廃止。

第15施設中隊
- 2010年（平成22年）3月26日：第15旅団への改編に伴い、第15施設中隊を那覇駐屯地に新編。

第15施設隊
- 2022年（令和 4年）3月17日：第15施設中隊（那覇駐屯地）を第15施設隊へ改編。[1][2][3]。

## 部隊編成
- 第15施設隊本部
- 施設小隊
- 交通小隊

車両の部隊表示は、全て「15施」

## 整備支援部隊
- 第15後方支援隊整備中隊施設整備小隊「15後支-整」（那覇駐屯地）：2010年（平成22年）3月26日から

## 主要装備
- 中型ドーザ
- 大型ドーザ
- グレーダ
- 小型ショベルドーザ
- 掩体掘削機
- 資材運搬車
- バケットローダ
- トラッククレーン
- 1/2tトラック / 73式小型トラック
- 1 1/2tトラック / 73式中型トラック
- 3 1/2tトラック / 73式大型トラック

## 主要幹部
| 官職名       | 階級    | 氏名     | 補職発令日      | 前職                         |
| ------------ | ------- | -------- | --------------- | ---------------------------- |
| 第15施設隊長 | 2等陸佐 | 片山陽介 | 2022年03月017日 | 陸上幕僚監部人事教育部補佐課 |